# Ectopatria xerampelina
Ectopatria xerampelina är en fjärilsart som beskrevs av Turner 1904. Ectopatria xerampelina ingår i släktet Ectopatria och familjen nattflyn. Inga underarter finns listade i Catalogue of Life.